# Església de la Santíssima Trinitat (la Ràpita)
Església de la Santíssima Trinitat és un edifici religiós del municipi de la Ràpita (Montsià) inclòs en l'Inventari del Patrimoni Arquitectònic de Catalunya.

## Descripció
Situada a un extrem de la part fortificada de la plaça de Carles III, presenta un atri avençat, rematat per una balustrada, amb quatre columnes en pedra, de fust llis i capitells toscans, a doble alçada dels porxos, amb accés des d'aquests.
La part superior, amb finestral d'arc de mig punt, centrat, està rematat per un frontó sobre quatre falses pilastres amb capitells jònics. Coberta a dues aigües. Al costat esquerre presenta una torre alta, de planta quadrada, sobre una gran cornisa, acabada amb un campanar, amb frontons sobre falses columnes i capitells jònics.
A l'interior té una ampla nau central amb pilastres estriades, arquitrau corregut i cornisa de la qual parteix una volta de canó amb arcs torals decorada per cassetons quadrats i tancada amb un absis semicircular, de volta de quart d'esfera i cassetons, també. Als costats, dos petites naus laterals.
Altar d'alabastre, decorat amb columnes i frontó partit amb la imatge de la mare de Déu a sobre, dins la fornícula. Obra revocada.

## Història
Aquest edifici es troba al mateix emplaçament que l'església antiga, dins el conjunt urbanístic projectat en temps del rei Carles III, però presenta radicals diferències formals.
L'edifici actual és una reconstrucció deguda a la devastació que va provocar la guerra civil de 1936-39.
L'any 1938, el rector de la Ràpita, Ramon Millan, juntament amb el suport de J. Torné, P. Castro i altres rapitencs, encarregaren una talla policromada, d'estil romànic, a l'escultor barceloní Campanya. El 24 de juliol de 1941, la imatge de la verge de la Ràpita entrà al poble.
El 25 de juliol de 1941, fou col·locada la primera pedra de l'església, la qual fou beneïda el mateix dia, però de 1945, pel Vicari General de la Diòcesi, M. Joaquim Blanch.
Segons la Gran Geografia Comarcal de Catalunya, vol. 13 (Baix Ebre i Montsià), p.307: "L'església antiga fou enderrocada després de la guerra civil espanyola per construir aquesta, que és més gran, al mateix indret".
S'intentà fer una rèplica de l'antiga imatge que hi havia i que s'havia guardat durant molt de temps a la clausura de les Monges Santjoanistes de Tortosa i que desaparegué sota les flames, juntament amb el convent, el 1936. Ha estat restaurada l'estiu de 1990, afectada de xilòfags i despreniments.